# Dorsvloer vol confetti (film)
Dorsvloer vol confetti is een Nederlandse film uit 2014 onder regie van Tallulah Hazekamp Schwab. De film ging in première op 12 september op het Film by the Sea Film Festival in Vlissingen. De film is gebaseerd op het gelijknamige boek uit 2009 van Franca Treur.
De film haalde ruim 80.000 bezoekers in de bioscopen, waarvan ongeveer de helft in de filmhuizen, waarmee de film de meest succesvolle Nederlandse arthouse-release was van 2014.

## Verhaal
De twaalfjarige Katelijne groeit eind jaren tachtig op in een gelovige boerenfamilie in Zeeland in een bevindelijk gereformeerd milieu tussen zes broers. Ze heeft moeite met haar positie in de mannenwereld waarin ze opgroeit. Hierdoor gaan tafelgesprekken grotendeels aan haar voorbij en gaan haar gedachten hun eigen gang. Ze laat zich meeslepen door sprookjes die ze leest, hoewel dit verboden is omdat het volgens haar ouders leugens zijn. Voor Katelijne is leren en lezen een manier om het leven op de boerderij te ontvluchten.

## Rolverdeling
- Hendrikje Nieuwerf als Katelijne
- Steven van Watermeulen als vader
- Suzan Boogaerdt als moeder
- Yannick de Waal als Christiaan
- Tom van Kessel als Rogier
- Genio de Groot als grootvader
- Marie Louise Stheins als grootmoeder

## Ontvangst
De film werd goed ontvangen door de Nederlandse pers. In het Algemeen Dagblad gaf Ab Zagt vier sterren voor de “meeslepende film” en noemde het "de beste Nederlandse boekverfilming van de laatste jaren". Ook Coen van Zwol van NRC gaf vier sterren ("Katelijne, met een mooie mix van dromerigheid, nieuwsgierigheid en koppigheid gespeeld door nieuwkomer Hendrikje Nieuwerf.") en Gerrit-Jan Kleinjan van Trouw zag in Dorsvloer vol confetti “een waarheidsgetrouw beeld van het reformatorische milieu waar buitenstaanders normaal gesproken de toegang toe ontzegd wordt. Een verademing.” Annet de Jong schreef in De Telegraaf (eveneens vier sterren) dat regisseuse Tallulah Schwab in haar eerste lange film “een fraai en waarachtig beeld” schetst van een gereformeerde gemeenschap. “Haar film is grappig en respectvol tegelijk.”. Alle recensenten roemen de 14-jarige hoofdrolspeelster Hendrikje Nieuwerf. Zo bejubelt Floortje Smit in de Volkskrant haar “prachtige rol” en schrijft ze verder “Daarmee is Dorsvloer geen afrekening met het geloof, eerder een liefdevolle, kritische blik erop. Dat een docent de ‘demonische boodschappen’ in een Mai Tai-nummer laat horen bijvoorbeeld, is even geestig als tragisch.”.
De verfilming stuit reeds op voorhand op kritiek vanuit de gereformeerde gemeenschap, evenals bij de publicatie van het boek, maar na de release is er ook lof. Zo schrijft Maurice Hoogendoorn in het orthodox-protestantse Nederlands Dagblad:"In veel recente films waarin de kerk een rol speelt, wordt een karikatuur gemaakt. In deze film niet." En Suzanne Smallenbroek voor de Evangelische Omroep: "Met prachtige beelden en interessante invalshoeken geeft regisseur Tallulah Schwab de soberheid van de reformatorische gemeenschap een andere dimensie. En dat is uitzonderlijk voor een verhaal over een streng reformatorisch milieu."
Dorsvloer vol confettii werd genomineerd voor de Kristallen Beer tijdens het Filmfestival Berlijn en won Best European Debut Film op het Zlín International Film Festival.
In juli 2015 brak Dorsvloer vol confetti het record van Gooische Vrouwen 2 als langstlopende Nederlandse film deze eeuw.